# 小城春秋
《小城春秋》，是一部著名的描写厦门大劫狱的中国小说，作者高云览。
它以1930年5月中国共产党领导的厦门大劫狱事件为背景。在此之前，中共福建省委机关两次被国民政府破获，包括中共厦门市委书记刘瑞生、中国共青团福建省委书记陈伯生在内的许多共产党员被捕，并被处决。当时的中共福建省委决定成立以陶铸为首的破监委员会，抢救被捕入狱的中共同志。在严密的组织下，厦门劫狱获得成功，使40余名共产党员获救。这一事件轰动全国，也激发了当时作为目击者的高云览的创作欲望，写成中篇小说《前夜》。中华人民共和国成立后，作者在此书基础上写成长篇小说《小城春秋》。 
1956年12月，第一版由北京作家出版社出版。1957年－1958年，《小城春秋》连环画上下两册先后出版。1979年，小说被改编为剧本。1981年4月，福建电影制片厂在故事基础上改编摄制成影片《小城春秋》。